# Tone (comune)
Tone (利根町?) è una cittadina giapponese della prefettura di Ibaraki.